# Fever (песня Литл Вилли Джона)
«Fever» (с англ. — «Лихорадка») — песня, написанная американскими поэтами-песенниками Эдди Кули и Отисом Блэкуэллом и записанная в 1956 году Литлом Вилли Джоном. Наибольший успех песне принесла версия Пегги Ли 1958 года. В 1960 году идентичную версию записал Элвис Пресли. Позже песню исполняли множество музыкантов (Том Джонс, Сара Вон, Аманда Лир, Джо Кокер, Мадонна, Сёстры Ким и другие).
Песня «Fever» в исполнении Литл Вилли Джона входит в составленный Залом славы рок-н-ролла список 500 Songs That Shaped Rock and Roll.

## Версия Пегги Ли
Американская джазовая певица Пегги Ли записала «Fever» в 1958 году. В свою версию она включила дополнительные строки, которых не было в оригинале («Romeo loved Juliet…» и «Captain Smith and Pocahontas…»). Сингл с песней Ли занял 8-е место в американском хит-параде в категории «поп-музыка». Именно с её новым текстом песня исполняется большинством музыкантов.

## Версия Элвиса Пресли
Американский певец Элвис Пресли записал «Fever» 3 апреля 1960 года для своего альбома «Elvis Is Back!», который вышел 8 апреля 1960 года. В 1973—1977 гг. Пресли также исполнял песню на своих концертах; в частности, концертная версия песни вошла в альбом «Aloha from Hawaii», записанный 14 января 1973 года во время спутникового телешоу.

## Версия Мадонны
Песня «Fever» в исполнении американской певицы Мадонны была включена в её альбом «Erotica» 1992 года. Позже кавер-версия была выпущена на сингле в Великобритании в 1993 году. В Соединённых Штатах песня никогда не выпускалась официально в качестве сингла.
Идея записать кавер-версию «Fever» пришла Мадонне в студии, где происходила запись альбома «Erotica». В период работы над альбомом певица сделала запись песни «Goodbye To Innocence». Приближаясь к заключительной стадии записи песни, она совершенно неожиданно начала напевать строки из песни «Fever». Таким образом, сформировалась идея отдельной записи знаменитой песни. «Goodbye To Innocence» не была включена в альбом «Erotica» 1992 года. Однако, отрывки записи могут быть услышаны в duble-миксе «Up Down Suite», ставшем бонус-треком к макси-синглу «Rain». Вокалы, участвующие в записи песни «Rain», также были задействованы в ремиксе песни «Fever» — «Back To The Dub 1».
Отдельно от альбома, «Fever» Мадонны была впервые выпущена на оборотной стороне сингла «Bad Girl» и лишь затем 23 марта 1993 в качестве полноценного сингла. Стоит отметить, что сингл «Bad Girl» значительно превысил успех «Fever». Сингл «Fever» транслировался на различных радиостанциях и показывался на музыкальных телеканалах. Кавер-версия песни получила имя «Edit 1», и коммерчески доступна только на немецкой версии CD-сингла «Rain».
Несмотря на то что оригинальная версия является первой песней-синглом, многие слушатели были удивлены тем, что звучание оригинальной версии песни казалось более медленным. Прежде слушателям не было известно о том, что версия, показанная на видео, подверглась монтажу. Однако успех, достигнутый с выпуском хита «Fever» в исполнении Мадонны, стал одним из самых высоких по сравнению с другими синглами от альбома «Erotica». «Fever» достигла пиковой позиции — *6 уже спустя четыре недели. В это время находящийся в списках сингл «Bad Girl» — предшествующая работа певицы — остановилась на 10-й позиции в музыкальных хит-парадах. Успех, достигнутый с выпуском сингла «Fever», должен был способствовать росту сравнительно слабых продаж и укрепить главенствующие позиции новых песен Мадонны в списках музыкальных хит-парадов.
Оригинальная версия песни Мадонны не была выпущена официально, поскольку эту версию Мадонна исполнила на одном из своих концертных выступлений 1993 года — «The Girlie Show». Мадонна также исполнила песню «Fever» на телепередаче «Saturday Night Live» в январе 1993 года.

### Музыкальное видео
В видеоклипе на песню «Fever», режиссёром которого выступил Стефан Седнаоуи, сюжет показывает Мадонну в образе девушки, которая на протяжении видеоклипа появляется в различных экстравагантных костюмах во время исполнения песни «Fever». Съёмки клипа проходили с 10 по 11 апреля 1993 года на Студии Гринвич (англ. Greenwich Studios) в Майами при участии американского актёра Арсенио Холла. Мировая премьера клипа состоялась 11 мая 1993 года на телеканале MTV.
Перед премьерой в Великобритании видеоклип был смонтирован, и лишь после профессионального видеомонтажа выпущен на телеэкраны. Видео включило в себя кадры ранее снятых видеоклипов певицы: «Cherish», «Justify My Love», «La Isla Bonita», «Like a Virgin» и «Express Yourself». Оригинальное видео на песню «Fever» доступно для просмотра на DVD-видео в издании «Собрание 93:99» (англ. The Video Collection 93:99.)

### Список композиций и форматы
- UK Кассетный сингл / UK 7" Сингл / UK 7" Picture Disc

1. «Fever» (Album Edit)
2. «Fever» (Murk Boys Radio Edit)

- UK CD Сингл

1. Fever (Album Edit)
2. Fever (Hot Sweat 12")
3. Fever (Extended 12")
4. Fever (Shep’s Remedy Dub)
5. Fever (Murk Boys Miami Mix)
6. Fever (Murk Boys Deep South Mix)

- UK 12" Сингл

1. «Fever» (Hot Sweat 12")
2. «Fever» (Extended 12")
3. «Fever» (Shep’s Remedy Dub)
4. «Fever» (Murk Boys Miami Mix)
5. «Fever» (Murk Boys Deep South Mix)
6. «Fever» (Oscar G’s Dope Dub)

- Fever — Special DJ Limited Edition Remix Package

Диск 1 Сторона A
1. «Fever» (Murk Boys Miami Mix)
2. «Fever» (Oscar G’s Dope Dub)

Диск 1 Сторона Б
1. «Fever» (Murk Boys Deep South Mix)
2. «Fever» (Back To The Dub 2)
3. «Fever» (12" Instrumental)

Диск 2 Сторона A
1. «Fever» (Extended 12")
2. «Fever» (T’s Extended Dub A)
3. «Fever» (T’s Extended Dub B)

Диск 2 Сторона Б
1. «Fever» (Hot Sweat 12")
2. «Fever» (Shep’s Remedy Dub)
3. «Fever» (Peggy’s Nightclub Mix) (Percapella)
4. «Fever» (Bugged Out Bonzai Dub)

- Fever — CD Reference

1. «Fever» (Edit 1)
2. «Fever» (Edit 2)

- Fever — CD Reference

1. «Fever» (Album Instrumental)
2. «Fever» (Instrumental Edit)
3. «Fever» (Instrumental Tag Piece 1)
4. «Fever» (Instrumental Tag Piece 2)
5. «Fever» (T’s Extended Dub A)
6. «Fever» (T’s Extended Dub B)
7. «Fever» (T’s Extended Dub C)
8. «Fever» (Back To The Dub 1)
9. «Fever» (Back To The Dub 2)
10. «Fever» (Back To The Dub 3)
11. «Fever» (Bass Dub and Tag Piece)
12. «Fever» (Boston Infernal Dub)
13. «Fever» (Boston Landscape Dub)
14. «Fever» (Bugged Out Bonzai Dub)
15. «Fever» (Drum Dub 1)

- Fever — CD Reference

1. «Fever» (Remix Edit 1)
2. «Fever» (Remix Edit 2)
3. «Fever» (Remix Edit 3)
4. «Fever» (Hot Sweat Mix)
5. «Fever» (Hot Sweat Extended Mix)
6. «Fever» (Hot Sweat 12" Remix)
7. «Fever» (Dance Floor Mix)
8. «Fever» (Bugged Out Mix)
9. «Fever» (Peggy’s Niteclub Mix)
10. «Fever» (Oscar G’s Dope Mix)
11. «Fever» (Video Version)
12. «Fever» (Shep’s Remedy Dub)
13. «Fever» (Shep’s Alternate Dub)

- Fever — CD Reference

1. «Fever» (Murk Boys Deep South Bonus Beats)
2. «Fever» (Murk Boys Deep South Extended Remix)
3. «Fever» (Murk Boys Deep South Radio Edit)
4. «Fever» (Murk Boys Deep South Mix)
5. «Fever» (Murk Boys Holiday Remix)
6. «Fever» (Murk Boys Miami Mix)

- Rain — Япония EP

1. «Rain» (Radio Remix)
2. «Waiting» (Remix)
3. «Up Down Suite»
4. «Rain» (Album Version)
5. «Bad Girl» (Extended Mix)
6. «Fever» (Extended 12")
7. «Fever» (Shep’s Remedy Dub)
8. «Fever» (Murk Boys Miami Dub)
9. «Fever» (Oscar G’s Dope Mix)
10. «Rain» (Video Edit)

+ Мадонна исполняет песню «Fever» на мировом турне 1993 года — «Girlie Show Tour» (Видеоверсия)

### Официальные миксы
Иногда неверно утверждается, что выпущенные миксы (в частности, миксы Дэниела Абрахама) содержат бэк-вокал группы En Vogue. Бэк-вокал обеспечили Донна ДеЛерой и Никки Харрис (бэк-вокалисты Мадонны), принимавшие участие в выступлении во время её турне и в записи её музыкальных альбомов. Несмотря на то, что вокал ДеЛерой и Харрис не был использован в альбомной версии песни «Fever», певица широко использовала его во многих миксах песни. «Fever» является единственной песней Мадонны, имеющей на данный момент такое большое число различных версий).

#### Миксы Шепа Петтибона и Тони Шимкина
1. Album Version / Recall 7" Mix
2. Album Edit / Radio Edit
3. 12" Instrumental / Album Instrumental
4. T’s Extended Dub A / Tony’s 12" Dub 1 / Dub 1
5. T’s Extended Dub B / Tony’s 12" Dub 2 / Dub 2
6. Peggy’s Nightclub Mix / Percapella
7. Peggy’s Fashion Smooth Mix
8. Hot Sweat 12"
9. Hot Sweat Mix
10. Instrumental Plus Extra Piece
11. Shep’s Remedy Dub / Shep’s Dub
12. Bugged Out Bonzai Dub / Bugged Out Bonzai Mix
13. Bugged Out Mix / Bug Out
14. Bass Dub and Tag Piece
15. Boston Infernal Dub
16. Drum Dub

#### Миксы Дэниела Абрахама для «White Falcon Productions»
1. Edit 1 / Video Version / Dancefloor Mix
2. Edit 1 with 12" Intro
3. Edit 2
4. Edit 2 with 12" Intro
5. Instrumental Mix

#### Миксы Оскара Гэйтана и Ральф Фэлкон для «Murk Productions»
1. Murk Boys Miami Mix
2. Murk Boys Miami Edit / ET/VL Bonus Mix
3. Murk Boys Deep South Mix
4. Murk Boys Radio Edit A / Remix/Radio Edit
5. Murk Boys Radio Edit B
6. Back to the Dub 1
7. Back to the Dub 2
8. Oscar G’s Dope Mix / Oscar G’s Dope Dub

### Позиции в хит-парадах
| Чарт (1993)                         | Пик Позиция |
| ----------------------------------- | ----------- |
| «French Singles Chart»              | 31          |
| «Irish Singles Chart»               | 6           |
| «Japan Oricon Singles Chart»        | 7           |
| США Billboard «Hot Dance Club Play» | 1           |
| «UK Чарты Синглов»                  | 6           |

## Другие версии
Выборочный список исполнителей, записавших свои версии «Fever»

| - Кристина Агилера - Anasol - Энн-Маргрет - Daniel Ash - Roy Ayers - Backstreet Boys - Michael Ball - Paris Bennett - Bobby "Blue" Bland - Bon Jovi - Boney M. - Gabin - Джеймс Браун - Precious Bryant - Michael Bublé - Kenny Burrell - Дэвид Кэсседи - Eva Cassidy - Kate Ceberano - Рэй Чарльз - Джордж Клинтон - Джо Кокер - Marc Cohn - Натали Коул - The Cramps - Dick Dale - Shonagh Daly - Селин Дион - The Doors - Брайан Ино - A Fine Frenzy - John Farnham | - G4 - Grateful Dead - Бадди Гай - Нина Хаген - Lucy Hale (как Роуз Бейкер на Privileged) - Gordon Haskell - Lalah Hathaway - Gwyneth Herbert - Rebbie Jackson - The Jam - Little Willie John - Куинси Джонс - Том Джонс - Madleen Kane - The Kingsmen - Hildegard Knef - Grace Knight - Дайана Кролл - Halina Kunicka - La India - La Lupe - Ronnie Laws - Jah Lion - Little Nell - Lorie - Lucybell - Annabella Lwin - Андрей Макаревич - Marine Girls - The McCoys - Роуз Макгоуэн (как Пейдж Мэтьюз в т/с «Зачарованные») - Meiko | - Syesha Mercado - Бетт Мидлер - Sophie Milman - Mina - Willie Mitchell - Mountain - Энн Мюррей - Mika Nakashima - Neville Brothers - Over the Rhine - Nicholas Pedro - The Pussycat Dolls - Сюзи Куатро - Ratdog - Rhymefest - Joe Sample - Хелен Шапиро - Skrat - Spice Girls - Elizabeth Stanley - Laura Stoica - Sumo - Sylvester - Toots & the Maytals - Тина Тёрнер - Сара Вон - Voces8 - Marcia Wallace в т/с «Симпсоны» - Junior Wells - Дон Уильямс - The Winkies - Лиззи Мерсье-Деклу (под заглавием «Tumor») - Superpitcher - Кирпичи |